# Olympische Winterspiele 2014/Skilanglauf – Team-Sprint (Frauen)
Der Teamsprint der Frauen im klassischen Stil bei den Olympischen Winterspielen 2014 fand am 19. Februar 2014 im Laura Biathlon- und Skilanglaufzentrum statt. Olympiasieger wurde das norwegische Team mit Ingvild Flugstad Østberg und Marit Bjørgen vor Finnland und Schweden. Das russische Team wurde aufgrund von Doping nachträglich disqualifiziert.

## Daten
- Datum: 19. Februar 2014, 12:15 Uhr (Qualifikation), 15:45 Uhr (Finale)
- Streckenlänge: 1250 m
- Höhenunterschied: 23 m
- Maximalanstieg: 21 m
- Totalanstieg: 21 m
- 32 Teilnehmerinnen aus 16 Ländern, alle in der Wertung

## Ergebnisse
- Q – Qualifikation für die nächste Runde
- LL – Lucky Loser

### Halbfinale
| Platz | Lauf | Startnummer | Land                | Sportlerinnen                          | Zeit (min) | Anmerkungen |
| ----- | ---- | ----------- | ------------------- | -------------------------------------- | ---------- | ----------- |
| 1     | 1    | 1           | Norwegen            | Ingvild Flugstad Østberg Marit Bjørgen | 16:43,45   | Q           |
| 2     | 1    | 3           | Schweden            | Ida Ingemarsdotter Stina Nilsson       | 16:48,76   | Q           |
| 3     | 1    | 2           | Vereinigte Staaten  | Sophie Caldwell Kikkan Randall         | 16:51,36   | LL          |
| 4     | 1    | 7           | Schweiz             | Bettina Gruber Seraina Boner           | 17:02,14   | LL          |
| 5     | 1    | 6           | Kanada              | Perianne Jones Daria Gaiazova          | 17:09,13   |             |
| 6     | 1    | 5           | Frankreich          | Aurore Jéan Célia Aymonier             | 17:10,07   |             |
| 7     | 1    | 4           | Italien             | Ilaria Debertolis Gaia Vuerich         | 17:35,98   |             |
| 8     | 1    | 8           | Volksrepublik China | Man Dandan Li Hongxue                  | 17:40,90   |             |
| 9     | 1    | 9           | Kasachstan          | Jelena Kolomina Anastasia Slonowa      | 17:49,66   |             |
| 1     | 2    | 11          | Finnland            | Aino-Kaisa Saarinen Kerttu Niskanen    | 16:42,15   | Q           |
| 2     | 2    | 13          | Polen               | Sylwia Jaśkowiec Justyna Kowalczyk     | 16:49,43   | Q           |
| DSQ   | 2    | 14          | Russland            | Anastassija Dozenko Julija Iwanowa     | 16:49,61   | LL          |
| 4     | 2    | 12          | Deutschland         | Stefanie Böhler Denise Herrmann        | 16:58,98   | LL          |
| 5     | 2    | 15          | Österreich          | Kateřina Smutná Teresa Stadlober       | 16:59,50   | LL          |
| 6     | 2    | 10          | Slowenien           | Alenka Čebašek Katja Višnar            | 17:00,32   | LL          |
| 7     | 2    | 16          | Slowakei            | Alena Procházková Daniela Kotschová    | 18:51,94   |             |
|       | 2    | 17          | Ukraine             | Maryna Lissohor Kateryna Serdjuk       | DNS        |             |

### Finale
| Platz | Startnummer | Land               | Sportlerinnen                          | Zeit (min) | Rückstand (s) |
| ----- | ----------- | ------------------ | -------------------------------------- | ---------- | ------------- |
| 1     | 1           | Norwegen           | Ingvild Flugstad Østberg Marit Bjørgen | 16:04,05   | —             |
| 2     | 11          | Finnland           | Aino-Kaisa Saarinen Kerttu Niskanen    | 16:13,14   | +09,09        |
| 3     | 3           | Schweden           | Ida Ingemarsdotter Stina Nilsson       | 16:23,82   | +19,77        |
| 4     | 12          | Deutschland        | Stefanie Böhler Denise Herrmann        | 16:24,97   | +20,94        |
| 5     | 13          | Polen              | Sylwia Jaśkowiec Justyna Kowalczyk     | 16:35,54   | +31,49        |
| 6     | 7           | Schweiz            | Bettina Gruber Seraina Boner           | 16:45,47   | +41,42        |
| 7     | 2           | Vereinigte Staaten | Sophie Caldwell Kikkan Randall         | 16:48,08   | +44,03        |
| 8     | 15          | Österreich         | Kateřina Smutná Teresa Stadlober       | 16:49,16   | +45,11        |
| 9     | 10          | Slowenien          | Alenka Čebašek Katja Višnar            | 16:57,98   | +53,93        |
| DSQ   | 14          | Russland           | Anastassija Dozenko Julija Iwanowa     | 16:44,91   | +40,86        |